# Tahiti-Sturmvogel

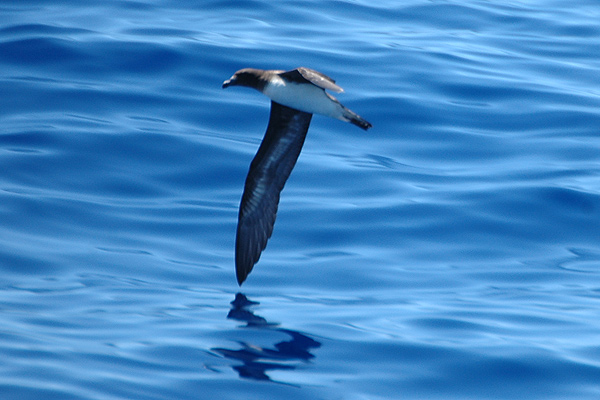
Tahiti-Sturmvogel vor der australischen Küste

Der Tahiti-Sturmvogel (Pseudobulweria rostrata) ist eine Vogelart aus der Familie der Sturmvögel. Die Art kommt überwiegend auf der südlichen Halbkugel über dem tropischen und subtropischen Pazifik vor. Die IUCN führt den Tahiti-Sturmvogel auf ihrer Vorwarnliste near threatened und schätzt den Bestand auf 20.000 geschlechtsreife Individuen.

## Erscheinungsbild
Der Tahiti-Sturmvogel erreicht eine Körperlänge von 38 bis 40 Zentimetern. Die Flügelspannweite beträgt bei der Nominatform 84 Zentimeter. Es besteht kein auffälliger Sexualdimorphismus.
Adulte Tahiti-Sturmvögel haben einen dunkelbraunen Kopf und Hals. Dagegen hebt sich scharf der weiße Bauch und die weiße untere Brust ab. Die Körperoberseite ist einfarbig dunkelbraun, lediglich die Oberschwanzdecke weist einen blassbraunen Fleck auf. Die Iris ist dunkelbraun, der Schnabel ist schwarz. Die Beine und Füße sind fleischfarben.
Verwechslungsmöglichkeiten bestehen mit dem Phönixsturmvogel, der eine ähnliche Gefiederfärbung hat. Er ist etwas kleiner; der Kopf wirkt in Relation zur Körpergröße etwas größer, die Flügel kürzer. Der Flügelschlag des Tahiti-Sturmvogels wirkt außerdem etwas ruhiger.

## Verbreitungsgebiet
Der Tahiti-Sturmvogel ist ein Hochseevogel, der überwiegend über tropischen Gewässern vorkommt und gelegentlich auch über wärmeren subtropischen Gewässern zu beobachten ist. Außerhalb der Fortpflanzungszeit meidet er küstennahe Gewässer und hält sich überwiegend fernab von Landmassen auf. Der Flug ist ruhiger als bei den meisten Sturmvögeln, insbesondere verglichen mit dem von Hakensturmtauchern. Typisch sind lange Gleitflüge, die von kurzen Flugphasen mit flachen Flügelschlägen unterbrochen sind. Er ist nur selten in losen Trupps zu beobachten, vor allem an nahrungsreichen Stellen ist er gelegentlich mit anderen Seevögeln vergesellschaftet. Gewöhnlich meidet er auch die Nähe von Schiffen und folgt ihnen bestenfalls mit großem Abstand. 
Zu den Brutinseln zählen die Marquesas, die Gesellschaftsinseln, Fidschi, Neukaledonien, Französisch-Polynesien und Amerikanisch-Samoa.

## Lebensweise
Die Lebensweise des Tahiti-Sturmvogels ist nicht sehr gut untersucht. Er brütet in Erdbauen an steinigen Hängen oder in offenen Waldgebieten. Nach jetzigem Wissensstand gibt es keine spezifische Fortpflanzungszeit, die Vögel können ganzjährig zur Brut schreiten. Auf Tahiti brüten Tahiti-Sturmvögel jedoch überwiegend zwischen März und Juli. Neu entdeckte Brutkolonien auf Neukaledonien bestehen alle aus weniger als zehn Brutpaaren. Die einzelnen Nester liegen weit auseinander. 
Die Art wird von der IUCN auf der Vorwarnstufe geführt, weil die Bestände rückläufig sind und die Art durch auf den Brutinseln eingeführte Säugetiere gefährdet sind. Auf den Marquesas und den Gesellschaftsinseln stellen Ratten eine Gefährdung der Art dar. Es ist aber sehr wahrscheinlich, dass Hausratten auf diesen Inseln schon seit mehreren Jahrzehnten vorkommen, sie scheinen daher keine wesentliche Bedrohung zu sein. Jungvögel werden während der Nacht von Lichtern angezogen, was vor allem in den größeren Siedlungsgebieten auf Tahiti und Neukaledonien ein Problem darstellt. In den Bergen von Französisch-Polynesien sind auch Überlandleitungen eine Gefahr für die auf den Inseln brütenden Tahiti-Sturmvögel. Auf Grande-Terre sind neben Ratten auch verwilderte Schweine, Katzen und Hunde eine Gefahr für die dort noch vorhandenen Brutkolonien. Auf den kleinen Inseln vor der Küstenlinie von Grand-Terre ist es jedoch gelungen, zumindest die Ratten wieder auszurotten.

## Belege

### Einzelbelege
1. 1 2   BirdLife Factsheet zum Tahiti-Sturmvogel, aufgerufen am 28. Mai 2011
2. ↑   Higgins, S. 432
3. ↑   Higgins, S. 433